# Vissel Kobe

1995–04 crest

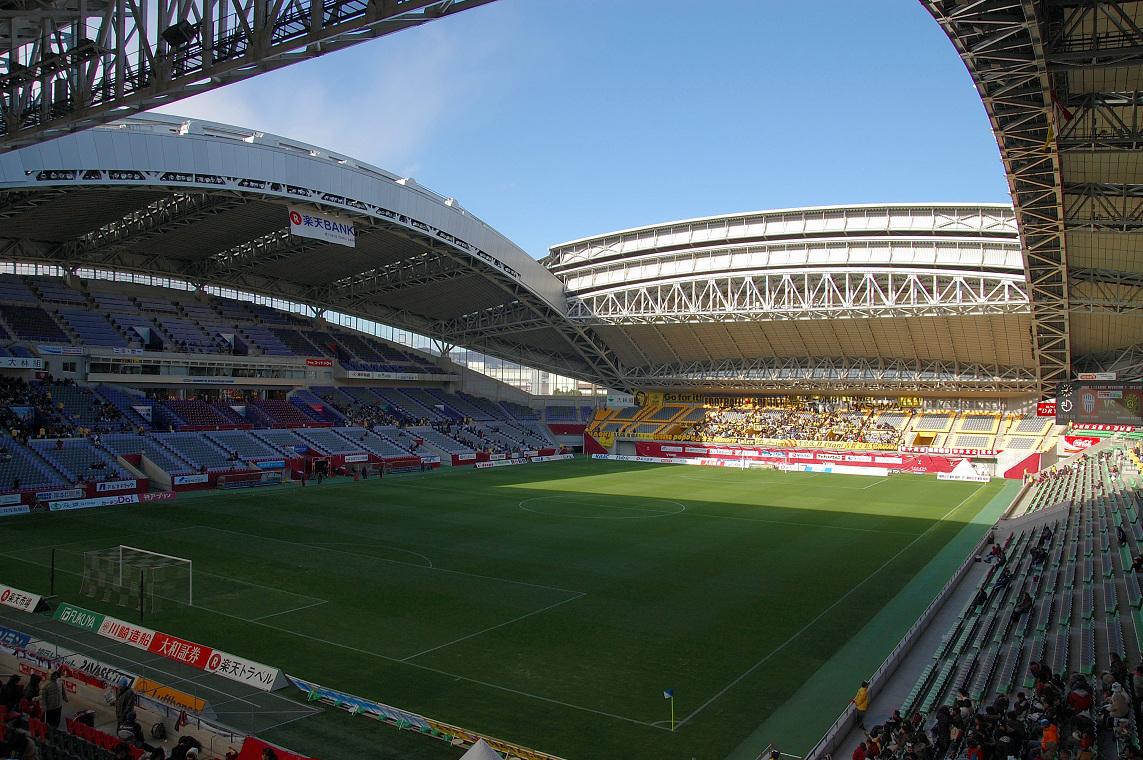
Sân nhà của Kobe

Vissel Kobe (ヴィッセル神戸 Visseru Kōbe) là một câu lạc bộ bóng đá chuyên nghiệp Nhật Bản, hiện đang thi đấu tại giải J1 League. Đội bóng này nằm ở Kobe, tỉnh Hyōgo. Sân nhà của đội là Sân vận động Kobe Wing, ở Hyōgo-ku, đôi khi một số trận đấu của đội được chơi tại sân vận động Kobe Universiade Memorial ở Suma-ku.

## Lịch sử
Đội bóng được thành lập vào năm 1966 ở hạng bán chuyên nghiệp với cái tên Câu lạc bộ Bóng đá Thép Kawasaki ở Kurashiki, Okayama Prefecture. Đội bóng được lên chơi ở hạng 2 giải Japan Soccer League vào năm 1986, và trụ lại tại đây cho đến khi giải này được thay thế bằng JSL vào năm 1992.
Năm 1995, thành phố Kobe đạt được một thỏa thuận với công ty chủ quản của đội bóng Kawasaki Steel, để chuyển đội bóng về Kobe và tranh một suất ở giải J. League với cái tên Vissel Kobe. Vissel là một từ ghép giữa chữ "victory" và "vessel" trong tiếng Anh, nhằm ghi nhận lịch sử của thành phố cảng Kobe. (Do tầm quan trọng của đội bóng đối với thành phố Kobe, Kawasaki Heavy Industries, công ty mẹ của Kawasaki Steel, vẫn là nhà bảo trợ chính cho Vissel Kobe. Kawasaki Steel sau đó được bán và trở thành một phần của JFE Holdings.)
Vissel Kobe bắt đầu chơi ở giải Japan Football League vào năm 1995, một giải hạng dưới J. League, và chuỗi siêu thị Daiei được đề cử làm nhà tài trợ chính cho câu lạc bộ. Tuy nhiên, kinh tế đi xuống sau động đất Great Hanshin buộc Daiei phải rút lui và thành phố Kobe trở thành nhà bảo trợ chính cho đội bóng.
Mặc dù kết thúc mùa giải ở vị trí thứ hai tại JFL vào năm 1996, Vissel vẫn được thăng hạng lên giải J. League (do đội bóng vô địch là Honda FC, từ chối thăng hạng và trở thành đội bóng chuyên nghiệp) và bắt đầu thi đấu ở giải bóng đá cao nhất của Nhật vào năm 1997. Tuy nhiên, do vấn đề quản lý kém vì họ không thể duy trì nguồn tài trợ ổn định, Vissel chưa bao giờ đủ khản năng tranh chức vô địch giải. Đến tháng 12 năm 2003, những thua lỗ tồn đọng khiến câu lạc bộ phải đề đơn xin quy chế bảo vệ phá sản.
Thánh 1 năm 2004, Vissel được bán cho Crimson Group, công ty mẹ của công ty thương mại trực tuyến Rakuten, với chủ sở hữu là người Kobe Hiroshi Mikitani. Cho đến thời điểm hiện tại, những nỗ lực của Mikitani nhằm tăng cường sức mạnh cho đội bóng đạt được ít kết quả. Hợp đồng đầu tiên của Vissel dưới thời ông Mikitani là İlhan Mansız, nhờ vào màn trình diễn của anh ở giải 2002 FIFA World Cup tổ chức ở Hàn Quốc và Nhật Bản, là một thất bại hoàn toàn – tiền đạo người Thổ Nhĩ Kỳ chỉ chơi có ba trận trước khi rời đội bóng vì chấn thương đầu gối. Mikitani cũng khiến cho ông không được người hâm mộ ưa thích vì quyết định đổi đồng phục đội bóng từ màu sọc đen trắng sang crimson, nhằm quảng cáo cho tập đoàn Crimson Group và giống với màu của trường ông đã tốt nghiệp, Harvard Business School. (Đội bóng chày Tohoku Rakuten Golden Eagles và Rakuten Monkeys của Đài Loan, cùng thuộc quyền sở hữu Rakuten nhưng đặt tại Sendai và Đào Viên, có đồng phục cùng màu)
Vissel kết thúc giải đấu ở vị trí 11 vào năm 2004, cùng hạng với năm trước đó. Năm 2005, họ kết thúc giải ở vị trí thứ 18 và cũng là vị trí bét bảng, dẫn đến việc xuống chơi ở giải J2. Tron khoảng thời gian 2 năm, Vissel đã thay 5 vị huấn luyện viên khác nhau. 2006 là mùa giải đầu tiên Vissel chơi ở J2 sau 9 năm chơi ở giải bóng đá cao nhất Nhật Bản. Đội kết thúc mùa giải 2006 ở vị trí thứ 3 và được thăng hạng J1 sau khi đánh bại Avispa Fukuoka trong trận play-off giành quyền thăng hạng.
Trong khoảng thời gian từ năm 2007 đến năm 2011 Vissel đều kết thúc mùa giải ở nửa dưới bảng xếp hạng. Vào năm 2012 họ kết thúc ở vị trí 16 và là thứ 3 từ dưới bảng xếp hạng tính lên. Kết quả là đội bóng bị xuống hạng thi đấu ở giải J2.
Năm 2013 Vissel kết thúc mùa giải ở vị trí thứ hai, thua 4 điểm so với đội Gamba Osaka, và giành quyền thăng hạng J1 cho mùa bóng 2014.
Ngày 6 tháng 12 năm 2014, Rakuten Inc. mua lại câu lạc bộ từ Crimson Group.

## Thành tích tại giải J. Leaguer
| Mùa  | Giải | Đội | Vị trí | Khán giả | J. League Cup | Emperor's Cup |
| ---- | ---- | --- | ------ | -------- | ------------- | ------------- |
| 1997 | J1   | 17  | 16     | 6,567    | Vòng bảng     | Vòng 4        |
| 1998 | J1   | 18  | 17     | 7,686    | Vòng bảng     | Vòng 3        |
| 1999 | J1   | 16  | 10     | 7,691    | Vòng 1        | Vòng 3        |
| 2000 | J1   | 16  | 13     | 7,512    | Vòng 2        | Bán kết       |
| 2001 | J1   | 16  | 12     | 13,872   | Vòng 2        | Vòng 4        |
| 2002 | J1   | 16  | 14     | 10,467   | Vòng bảng     | Vòng 3        |
| 2003 | J1   | 16  | 13     | 11,195   | Vòng bảng     | Tứ kết        |
| 2004 | J1   | 16  | 11     | 15,735   | Vòng bảng     | Vòng 4        |
| 2005 | J1   | 18  | 18     | 14,913   | Vòng bảng     | Vòng 4        |
| 2006 | J2   | 13  | 3      | 6,910    | –             | Vòng 3        |
| 2007 | J1   | 18  | 10     | 12,460   | Vòng bảng     | Vòng 5        |
| 2008 | J1   | 18  | 10     | 12,981   | Vòng bảng     | Vòng 5        |
| 2009 | J1   | 18  | 14     | 13,068   | Vòng bảng     | Vòng 4        |
| 2010 | J1   | 18  | 15     | 12,824   | Vòng bảng     | Vòng 3        |
| 2011 | J1   | 18  | 9      | 13,233   | Vòng 1        | Vòng 3        |
| 2012 | J1   | 18  | 16     | 14,638   | Vòng bảng     | Vòng 2        |
| 2013 | J2   | 22  | 2      | 11,516   | –             | Vòng 3        |
| 2014 | J1   | 18  | 11     | 15,010   | Tứ kết        | Vòng 2        |
| 2015 | J1   | 18  | 12     | 16,265   | Bán kết       | Tứ kết        |
| 2016 | J1   | 18  | 7      | 17,018   | Tứ kết        | Vòng 16 đội   |

## Lịch sử thi đấu
- Chugoku Soccer League: 1978–85 (as Kawasaki Steel Mizushima)
- Division 2 (Japan Soccer League Div. 2): 1986–91 (Kawasaki Steel Mizushima cho đến năm 1987; Kawasaki Steel sau đó)
- Division 3 (Old JFL Div. 2): 1992–93 (as Kawasaki Steel)
- Division 2 (Old JFL): 1994–96 (Kawasaki Steel 1994; Vissel Kobe từ năm 1995)
- Division 1 (J. League): 1997–05
- Division 2 (J. League Division 2): 2006
- Division 1 (J. League Division 1): 2007–12
- Division 2 (J. League Division 2): 2013
- Division 1 (J. League Division 1): 2014–

Total (as of 2014): 16 seasons in the top tier, 11 seasons in the second tier, 2 seasons in the third tier and 8 seasons in the Regional Leagues.

## Cầu thủ

### Đội hình hiện tại
Tính đến 20 tháng 7 năm 2021.
Ghi chú: Quốc kỳ chỉ đội tuyển quốc gia được xác định rõ trong điều lệ tư cách FIFA. Các cầu thủ có thể giữ hơn một quốc tịch ngoài FIFA.
| Số | VT | Quốc gia    | Cầu thủ                     |
| -- | -- | ----------- | --------------------------- |
| 1  | TM | Nhật Bản    | Daiya Maekawa               |
| 3  | HV | Nhật Bản    | Yuki Kobayashi              |
| 4  | HV | Bỉ          | Thomas Vermaelen            |
| 5  | TV | Nhật Bản    | Hotaru Yamaguchi (đội phó)  |
| 6  | TV | Tây Ban Nha | Sergi Samper                |
| 7  | TV | Nhật Bản    | Yuta Goke                   |
| 8  | TV | Tây Ban Nha | Andrés Iniesta (đội trưởng) |
| 9  | TĐ | Nhật Bản    | Noriaki Fujimoto            |
| 17 | HV | Nhật Bản    | Ryuho Kikuchi               |
| 18 | TM | Nhật Bản    | Hiroki Iikura               |
| 19 | HV | Nhật Bản    | Ryo Hatsuse                 |
| 20 | TV | Nhật Bản    | Shion Inoue                 |
| 21 | TĐ | Nhật Bản    | Junya Tanaka                |
| 22 | TV | Nhật Bản    | Daiju Sasaki                |

| Số | VT | Quốc gia | Cầu thủ           |
| -- | -- | -------- | ----------------- |
| 23 | HV | Nhật Bản | Tetsushi Yamakawa |
| 24 | HV | Nhật Bản | Gōtoku Sakai      |
| 25 | HV | Nhật Bản | Leo Osaki         |
| 26 | HV | Nhật Bản | Nagisa Sakurauchi |
| 27 | TV | Nhật Bản | Tatsunori Sakurai |
| 29 | TĐ | Brasil   | Lincoln           |
| 30 | TM | Nhật Bản | Genta Ito         |
| 31 | TV | Nhật Bản | Yuya Nakasaka     |
| 32 | TM | Nhật Bản | Ryotaro Hironaga  |
| 37 | TV | Nhật Bản | Asahi Masuyama    |
| 40 | TĐ | Kenya    | Ayub Masika       |
| 41 | TĐ | Nhật Bản | Yutaro Oda        |
| 49 | TĐ | Brasil   | Douglas           |

### Cho mượn
Ghi chú: Quốc kỳ chỉ đội tuyển quốc gia được xác định rõ trong điều lệ tư cách FIFA. Các cầu thủ có thể giữ hơn một quốc tịch ngoài FIFA.
| Số | VT | Quốc gia | Cầu thủ |
| -- | -- | -------- | ------- |

## Quản lý
| Quản lý                 | Quốc tịch.   | Thời gian làm việc                         |
| ----------------------- | ------------ | ------------------------------------------ |
| Stuart Baxter           | Scotland     | 1997                                       |
| Hiroshi Kato            | Nhật Bản     | 1997                                       |
| Benito Floro            | Tây Ban Nha  | 1998                                       |
| Harumi Kori             | Nhật Bản     | 1998                                       |
| Ryoichi Kawakatsu       | Nhật Bản     | 1999–02                                    |
| Hiroshi Matsuda         | Nhật Bản     | tháng 1 năm 2002–tháng 12, 02              |
| Hiroshi Soejima         | Nhật Bản     | 2003                                       |
| Ivan Hašek              | Cộng hòa Séc | tháng 1 năm 2003–tháng 12, 04              |
| Hiroshi Kato            | Nhật Bản     | 2004                                       |
| Hideki Matsunaga        | Nhật Bản     | tháng 1 năm 2005–tháng 4, 05               |
| Émerson Leão            | Brasil       | tháng 5 năm 2005–tháng 6, 05               |
| Pavel Řehák             | Cộng hòa Séc | 2005                                       |
| Stuart Baxter           | Scotland     | tháng 1 năm 2006–tháng 12, 06              |
| Hiroshi Matsuda         | Nhật Bản     | tháng 1 năm 2007–tháng 12, 08              |
| Caio Júnior             | Brasil       | tháng 12 năm 2008–tháng 1, 09              |
| Masahiro Wada (interim) | Nhật Bản     | tháng 7 năm 2009–tháng 8, 09               |
| Toshiya Miura           | Nhật Bản     | tháng 3 năm 2009–tháng 9, 10               |
| Masahiro Wada           | Nhật Bản     | tháng 9 năm 2010–tháng 4, 12               |
| Ryo Adachi (interim)    | Nhật Bản     | tháng 4 năm 2012–tháng 5, 12               |
| Akira Nishino           | Nhật Bản     | 22 tháng 5 năm 2012 – 8 tháng 11 năm 2012  |
| Ryo Adachi (interim)    | Nhật Bản     | 9 tháng 11 năm 2012 – 31 tháng 12 năm 2012 |
| Ryo Adachi              | Nhật Bản     | 1 tháng 1 năm 2013 – 11 tháng 12 năm 2014  |
| Nelsinho Baptista       | Brasil       | 12 tháng 12 năm 2014–                      |

## Câu lạc bộ liên kết
- Chonburi[4]